# Nyssodrysternum simulatum
Nyssodrysternum simulatum là một loài bọ cánh cứng trong họ Cerambycidae.